# Watt par mètre carré-kelvin
Le watt par mètre carré-kelvin (W m−2 K−1 ou W/(m2 K)) est l'unité SI du coefficient de transfert thermique, du coefficient de convection thermique et du coefficient de rayonnement thermique
C'est l'inverse du mètre carré-kelvin par watt, unité de la résistance thermique surfacique.

## Exemple
Le coefficient Uw (w pour window) d'une fenêtre mesure la déperdition énergétique de l’ensemble châssis + vitrage (avec respectivement des coefficients Uf pour frame et Ug pour glass) d'une fenêtre. Tous ces coefficients s'expriment en watts par mètre carré-kelvin. Plus un coefficient est petit, plus la structure est isolante. Plus il est grand, moins la structure est isolante.
- Fenêtres ou portes-fenêtres simple vitrage : Uw = 4 watts par mètre carré-kelvin (W m−2 K−1)
- Fenêtres avec double vitrage :  Uw = 1,1 watt par mètre carré-kelvin (W m−2 K−1)
- Fenêtres avec triple vitrage  :  Uw = 0,7 watt par mètre carré-kelvin (W m−2 K−1)